# Gnaeus Cornelius Dolabella (Konsul 159 v. Chr.)
Gnaeus Cornelius Dolabella war ein römischer Politiker und Senator, dessen Karrierehöhepunkt die Bekleidung des höchsten Amtes der römischen Republik, des Konsulats, war.
Dolabella stammte aus dem Zweig der Dolabellae der Gens der Cornelier. Im Jahr 165 v. Chr. war er Ädil, spätestens drei Jahre später Prätor. 159 v. Chr. bekleidete er mit Marcus Fulvius Nobilior das Konsulat. Mit seinem Amtskollegen brachte er die Lex Cornelia Fulvia de ambitu in den Senat ein.